# الزمن الخطي
في العلم الحاسوبي يوجد شيء اسمه (الزمن الخطّي – Polynomial Time) أو P-Time اختصاراً، وهو مبدأ معقد يمكن تبسيطه بتصور الزمن الذي يلزمنا لنمر على الأعداد من 1 إلى عشرة.. نحن سنمر عليها بالتسلسل. والآن لنتصور زمنًا هو مضاعف لهذا الزمن الخطي: مربع الزمن الخطي، أو الجذر التكعيبي للزمن الخط أي زمن مستغرق اثناء العد
. هذا الزمن المفترض في علم الرياضيات هو زمن لا-خطي: Non-Polynomial أو NP اختصاراً.